# Drimble
Drimble is een Nederlandse aggregatie-site. De site werd in december 2020 in zijn geheel overgenomen door Matrixian Group. Sinds augustus 2023 is de website weer verzelfstandigd.
Drimble brengt sinds 2010 informatie uit vele verschillende openbare informatie- en nieuwsbronnen bij elkaar en die is onder andere per provincie, regio, gemeente en plaats doorzoekbaar. De informatie is divers en bestaat bijvoorbeeld uit: 
- 112-meldingen
- familieberichten
- bedrijfsinschrijvingen
- bestemmingsplannen
- faillissementen en surseances
- nieuws
- adresgegevens
- buurtinformatie
- vacatures
- vergunningen
- ANP[3] nieuwsberichten

Naar schatting bezoeken iedere maand circa 3,2 miljoen mensen de website, wat resulteert in 12 miljoen pageviews per maand.